# ケプラー78b
ケプラー78b(英語:Kepler-78b)とは地球から見てはくちょう座の方向に400光年彼方にある太陽よりやや小ぶりな恒星、ケプラー78を公転している太陽系外惑星である。地球と同等サイズの岩石惑星とされており、このような種類の惑星が発見されたのは初めての事である。

## 組成と特徴
| 地球 | ケプラー78b |
| ---- | ----------- |
| 地球 | Exoplanet   |

ケプラー78bは半径が地球の約1.2倍、すなわち体積(球の体積は半径の3乗に比例する)は地球の約1.7倍となる。その後、アメリカとスイスの観測チームがそれぞれ別の望遠鏡による分光観測によって主星のケプラー78がケプラー78bの重力でわずかに振動する様子(いわゆるドップラー効果)を調べたところ、ケプラー78bは質量が地球の約1.7倍である事が判明した。体積と質量の値がほぼ一致するという事は組成が木星や土星のようなガスで出来たガス惑星ではなく、地球のような岩石や鉄で出来た岩石惑星である事が初めて証明された。これほど地球に組成が似た太陽系外惑星はケプラー78bが初めてである。その後の観測で質量は地球の1.86倍、半径は1.173倍で最終的な体積は地球の1.614倍になった。しかしケプラー78からわずか0.0089AUの距離をわずか8.5時間で公転している為、表面温度は1500～3000Kにもなるとされている。

## 内部構造
2016年に、岩石惑星と思われる7つの太陽系外惑星の内部構造についての研究結果が発表された。対象となったのはケプラー10b、ケプラー36b、ケプラー78b、ケプラー93b、CoRoT-7b、HD 219134 b、グリーゼ1132bの7つである。これらの太陽系外惑星は全て地球の2倍から5倍ほどの質量と1.1倍から1.6倍ほどの半径を持つ。ハーバード・スミソニアン天体物理学センターの研究チームはこれらの太陽系外惑星にPREM(Preliminary Reference Earth Model)という地球や火星などの岩石惑星に見られる、核、マントル、地殻という三重構造のモデルが当てはまるかを調査した。その結果、7つの太陽系外惑星全てが中心部に鉄などで構成された核を持っており、その外側にマントルと地殻の層が存在する構造になっていることが判明した。

## 名称
ケプラー78bはケプラー宇宙望遠鏡が発見した惑星の中では数少ないKOIカタログに登録されていない惑星である。KICカタログでの名称はKIC 8435766bとなる。2MASSでの名称は2MASS J19345800+4426539bとなる。